# L+R Records
L+R Records ist ein deutsches Plattenlabel.
Das Tonträgerunternehmen wurde im Jahre 1979 von den Konzert- und Tourneeveranstaltern Horst Lippmann und Fritz Rau gegründet. Zuvor hatten die beiden Ende der 1960er Jahre das relativ kurzlebige Label Scout Records betrieben. Seit 1986 wird L+R Records von Bellaphon Records als Marke weiterbetrieben.
Auf dem L+R-Label wurden wichtige Blues-Aufnahmen herausgebracht, darunter die Mitschnitte der bekannten American-Folk-Blues-Festival-Tourneen 1962 bis 1985, Aufnahmen mit Louisiana Red, aber auch die 14-teilige LP-Serie Living Country Blues USA, die Axel Küstner zusammen mit Ziggy Christmann 1980 produzierte. Im Bereich des Jazz wurden Alben von Attila Zoller, Hans Koller, Roland Hanna, Heinz Sauer/Bob Degen, Art Farmer, Fritz Hartschuh, Wolfgang Güttler/Mike Dietz/Henrik Walsdorff, Archie Shepp/Chet Baker oder Emil Mangelsdorff produziert sowie Wiederauflagen klassischer Platten von Jutta Hipp und Albert Mangelsdorff (Now Jazz Ramwong, Tension).